# ゆばチーズ
ゆばチーズとは、チーズが入った魚のすり身を湯葉で包み、蒸してから揚げることで作る揚げ物料理である。京都・嵐山で販売されている。

## 概要
嵐山にある天ぷら料理店の良彌が2009年に考案した。
和食の技法をもとに作られており、天富良（てんぷら）の一種である。職人が一つずつ手で包んで作っており、調理の際に形が壊れないようにするために試行錯誤したという。
良弥の担当者によると、ゆばチーズは手軽で栄養が豊富なうえに京都らしさを持つ料理であり、子供から老人まで客層は広い。マイナビニュースでは、ゆばチーズの食感を「中身がふわふわ、外側はパリパリ」と表現し、普通の練り物とは異なる食感が楽しめるとしている。
そのまま食べるほかに鍋で煮込んで食べることもでき、現在では、おやつやビールのおつまみとして親しまれている。